# Меандр (спелеология)

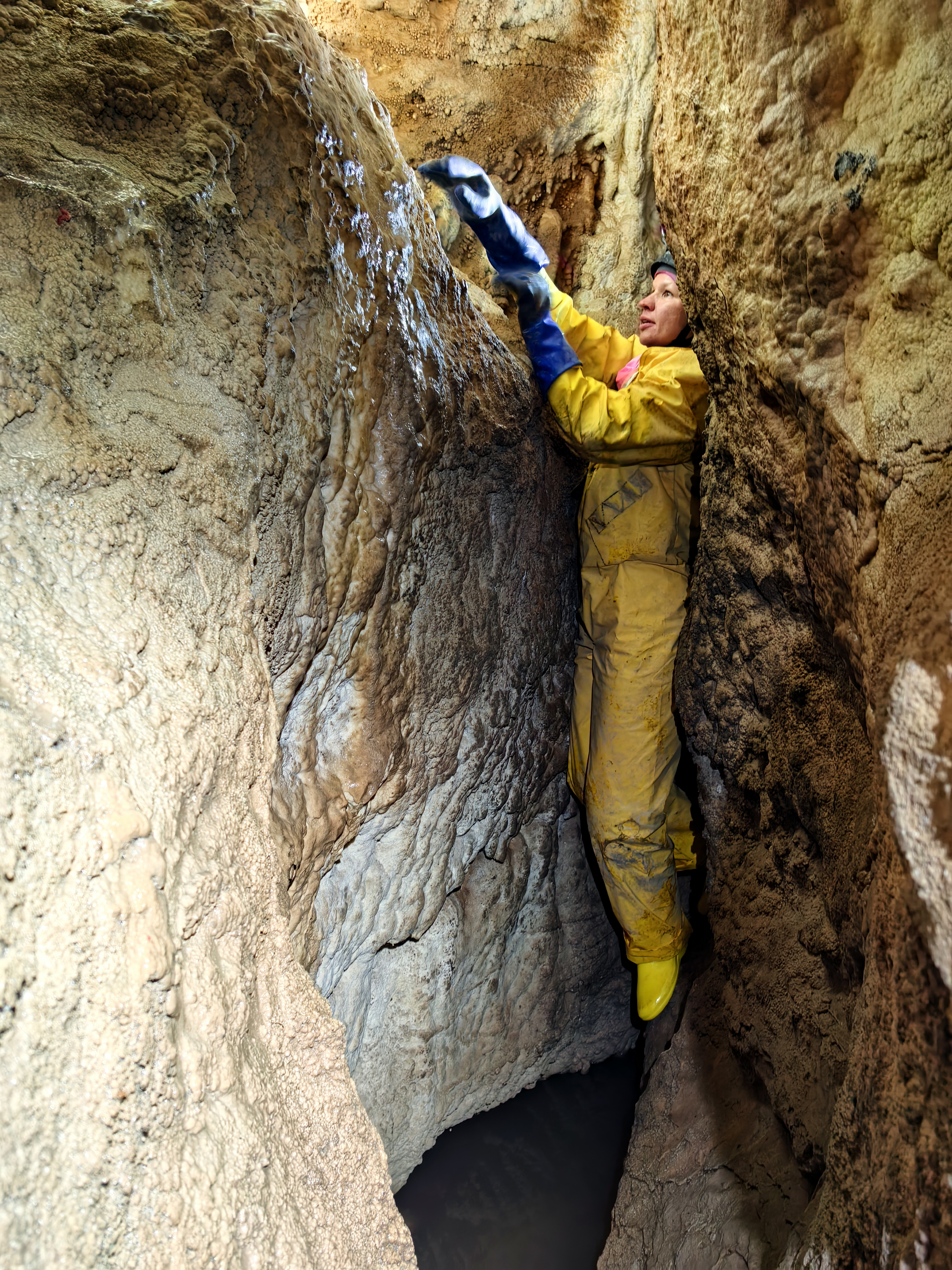
Спелеолог в меандре пещеры Бой-Булок, Узбекистан.

Меа́ндр — протяжённый ход в пещере, с характерными чередующимися изгибами. Название и происхождение аналогично речным меандрам.
Меандр — один из самых распространённых морфологических элементов в карстовых пещерах. Он образуется растворением породы протекающим (по первичным узким трещинам) потоком воды. Естественным образом меандр «растёт» вниз, то есть растворяется в основном дно хода и образуется высокий, но узкий ход. Зачастую высота меандра может составлять десятки метров, в то время как ширина измеряться единицами сантиметров. Меандрирование, как и для случая поверхностной реки, возникает самопроизвольно вследствие неустойчивости формы прямолинейного канала. В каком-то месте, вследствие неоднородности вмещающей породы, одна из стенок растворяется чуть быстрее, что вызывает перераспределение скорости течения (на внешнем радиусе скорость выше) и дальнейшее ускорение растворения «слабой» стенки. Таким образом, первичная прямая трещина превращается в извивающийся ход на уровне дна меандра.
Стенки меандров часто покрыты фасетками — ямочками с характерным размером 1-5 см, образованными быстрым потоком воды.
Меандры нередко оказываются достаточно серьёзным препятствием для спелеологов, вследствие их узости и крутых поворотов (вплоть до 360°). Часто проходимое сечение оказывается не на дне хода, а на середине высоты: прохождение в распорах узкого высокого меандра чревато соскальзыванием и заклиниванием участников в нижней части хода.